# Fred Zero Quatro
Fred Zero Quatro, nome artístico de Fred Rodrigues Montenegro (Jaboatão dos Guararapes, 11 de julho de 1965) é um cantor e compositor brasileiro.

## Biografia e carreira
É o vocalista e principal compositor do grupo pernambucano Mundo Livre S/A, um dos expoentes do movimento musical Manguebeat. Em outubro de 2008, a revista Rolling Stone promoveu a Lista dos Cem Maiores Artistas da Música Brasileira, cujo resultado colocou Fred Zero Quatro em 85° lugar.
A infância comum de menino de classe média não o impediu de tomar, bastante motivado pela ditadura militar e todos os mistérios que a cercavam, uma postura crítica veemente em relação ao sistema, chegou a ingressar no Movimento Revolucionário 8 de Outubro (MR8) e começou a se interessar pelo marxismo. No início dos anos 80, descobre o punk rock e obcecado pela ideia de montar uma banda montou “Trapaça”. Depois de um tempo, o texto direto e ácido do punk deu lugar às sutilezas sarcásticas e criou com seus irmãos o Mundo Livre S/A, já muito mais objetivo em suas críticas políticas e sociais. Através de amigos comuns conheceu Chico Science e Jorge Du Peixe com quem formaria os alicerces do manguebeat, importante movimento musical brasileiro que surgiu na década de 1990.

### Estilo musical
Influenciado pelo movimento pós-punk, funda sua primeira banda, Trapaça. Tem contato com o punk da periferia de São Paulo por meio do jornalista Renato Lins, o que dá origem ao grupo Serviço Sujo, focado em hardcore. O músico integra ainda o Câmbio Negro H.C. como guitarrista, compositor e vocalista. Tempos depois, decide fundar uma banda que não tenha uma concepção ideológica egressa do punk, mas que misture a sonoridade punk com MPB, samba e samba-rock. Surge, em 1984, o Mundo Livre S/A.
Torna-se um dos principais mentores do manguebit ao escrever o manifesto "Caranguejos com Cérebro" ao lado do jornalista Renato Lins. O texto, de julho de 1992, é impresso e enviado a redações de todo o país, até ser veiculado pela primeira vez na MTV Brasil durante uma reportagem sobre o movimento, exibida em janeiro de 1993. "Os mangueboys e manguegirls são indivíduos interessados em hip hop, moda, Jackson do Pandeiro (1919-1982), rádio, Josué de Castro, sexo não-virtual, música de rua, conflitos étnicos, Os Simpsons e todos os avanços da química aplicados no terreno da alteração e expansão da consciência", diz um trecho do manifesto.
Em 1994, o Mundo Livre S/A estreia com o álbum Samba Esquema Noise. Em seguida lança Guentando a Ôia (1996), com participação do então percussionista Otto, que também toca no trabalho anterior do grupo. Carnaval na Obra, gravado em 1998, é premiado como melhor do ano pela Associação Paulista de Críticos de Arte (APCA). Por Pouco, lançado em 2000, traz uma versão para Mexe-Mexe, de Jorge Ben. O Outro Mundo de Manuela Rosário, de 2004, gira em torno de uma personagem fictícia. O álbum Novas Lendas da Etnia Toshi Babaa sai em 2011. Em 2013, o Mundo Livre S/A lança um álbum pela Deck em parceria com a Nação Zumbi, em que uma banda toca músicas da outra.
Além de jornalista e músico, Fred Zero Quatro exerce outras funções. Em 2001, é conselheiro municipal de cultura em Recife. É convidado para o cargo de secretário de cultura, mas não chegou a atuar por não aceitar. De junho de 2008 a junho de 2010 atua como assessor técnico da Secretaria da Cultura na capital pernambucana.

### Educação
Em 1980, na ocasião em que começa a cursar jornalismo na Universidade Federal de Pernambuco (UFPE), Fred Zero Quatro participa intensamente de passeatas durante uma greve geral da entidade.

## Discografia

### Álbuns de estúdio

#### ComMundo Livre S/A
- (1994): Samba Esquema Noise
- (1996): Guentando a Ôia
- (1998): Carnaval Na Obra
- (2000): Por Pouco
- (2004): O Outro Mundo de Manuela Rosário
- (2011): Novas Lendas da Etnia Toshi Babaa
- 2013): Mundo Livre S.A. vs. Nação Zumbi
- (2018): A Dança dos Não Famosos
- (2022): Walking Dead Folia (Sorria Você Teve Alta!)

### DVDs
- (2016): Mangue Bit (Ao Vivo)

### Compilações
- (2008): Combat Samba - E se a gente sequestrasse o trem das 11?

### EPs
- (2004): Box Bit
- (2005): Bebadogroove / Vol. 1 - Garagesambatransmachine

### Demos
- (1989): Mundo Livre S.A
- (1992): Mundo Livre Demo Tape

### Participações
- (1997): Trilha Sonora de Amarelo Manga
- (2003): Trilha Sonora de Baile Perfumado